# Kedves Evan Hansen
A Dear Evan Hansen (Kedves Evan Hansen) amerikai musical, melynek zenéjét Bej Pasek és Justin Paul, szövegkönyvét pedig Steven Levenson írta, és Michael Geif rendezte. A darab 2016 decemberében nyílt meg a Broadway-on a Music Box Theaterben. A 71.Tony díjátadón kilenc jelölésből hat díjat kapott meg.

## Cselekmény
Evan Hansen egész életében láthatatlannak érezte magát, de egy tragikus esemény felborítja az egész közösséget, és lehetőséget ad Evannek arra, hogy más lehessen, mint aki valójában. 

### Első felvonás
Evan Hansen egy szociális szorongással küszködő középiskolás fiú, akinek a terapeutája azt a feladatot adja, írjon minden nap egy levelet magának arról, hogy miért lesz az a nap jó. Édesanyja, Heidi, azt javasolja, írassa alá a gipszet a karján a diákokkal az iskola első napján. A gazdag Murphy család (Cynthia, Larry és gyerekeik, Zoe és Connor) a családjuk szétesésével küszködik. A két édesanya azon gondolkodik, hogy hogyan oldják meg a családjaik problémáit. ("Anybody Have a Map?")
Az iskolában Evan találkozik Alanaval és Jareddel, egyetlen családi barátjával. Mindketten észreveszik Evan törött karját, de egyikük sem írja alá a gipszet. Evan összefut Connorral, aki ellöki őt. Zoe, Connor húga, aki régóta tetszik Evannek bocsánatot kér testvére viselkedéséért. ("Waving Through a Window")
Evan ír egy levelet magának, amiben kifejezi reményét Zoeval kapcsolatban. ("Waving Through a Window (Reprise 1)") A fiú újra összefut Connorral, aki ezalkalommal aláírja a gipszét, azonban amikor megtalálja a levelet, azt hiszi Evan viccet akar csinálni belőle, elviharzik, és magával viszi a levelet. Evan aggódik, hogy mit fog csinálni Connor a levéllel, és megosztja problémáját Jareddel. ("Waving Through a Window Reprise 2")
Evant behívják az igazgatóhoz, ahol Connor szülei elmondják, a fiú megölte magát. Azonban megtalálták nála Evan levelét, amiről most azt hiszik, Connor neki szánta. Evan elmegy a Murphyékhez, ahol kényelmetlenségében azt hazudja, hogy Connorral tényleg legjobb barátok voltak. Elmesél egy kitalált történetet egy napról, amit Connorral kettesben töltött egy elhagyatott gyümölcsösben, ahol régen a Murphyk sok időt töltöttek. ("For Forever")
Mikor Evan rájön, bizonyítékra van szüksége állításai igazolására, megkéri Jaredet, hogy segítsen neki hamis emaileket gyártani. ("Sincerely, Me")
Cynthia örömmel fogadta a leveleket, melyek azt bizonyították, hogy a fiának volt egy barátja. Ezzel ellentétben Zoe még mindig nem hajlandó gyászolni Connort. ("Requiem")
Azonban mikor Zoe elolvassa Connor "levelét", rájön, hogy Connor törődött vele, és Evant kéri, hogy mondja el, miket mondott róla a testvére. Evan még mindig nem képes elmondani az igazat, ezért elmond minden okot, amiért kedveli Zoet, mintha Connortól hallotta volna őket. ("If I Could Tell Her") Impulzívan megcsókolja Zoet, de a lány elhúzódik, és megkéri, hogy menjen el.
Az iskolában Evan és Alana észreveszik, hogy az emberek kezdenek elfeledkezni Connorról, így Jared segítségével létrehozzák a Connor Projektet, hogy életben tartsák a fiú emlékét. A Murphyék is támogatják a kezdeményezést. ("Disappear")
Cynthia meghatottan odaadja Connor egy nyakkendőjét Evannek, és megkéri, viselje ezt Connor megemlékezésén. A megemlékezésen Evan mond egy inspiráló beszédet a magányosságáról és a Connorral való barátságáról. A video elterjed az interneten. Zoe ezután megcsókolja a fiút. ("You Will be Found")

### Második felvonás
Evan és Alana elkezdenek pénzt gyűjteni a Connor Projekt weboldalán, hogy újra nyissák a gyümölcsöskertet. Azonban Evant túlságosan lefoglalja új kapcsolata Zoeval és a Murphy szülőkkel, és kezdi elhanyagolni az édesanyját, Jaredet és a Connor Projektet is. ("Sincerely, Me (Reprise)")
Evan veszekszik is anyukájával, aki számonkéri, miért nem beszélt neki a Connor Projektről. A veszekedés után a Murphyékhez megy, ahol Larryvel értékes időt töltenek együtt, és a férfi odaadja neki Connor régi, de használatlan baseball kesztyűjét. ("To Break In a Glove")
Később Zoeval a kapcsolatukról beszélnek, és a lány elmondja, hogy azt akarja, a kapcsolatuk csak kettőjükről szóljon, és ne Connorról. ("Only Us")
Evan elmegy a Murphyékhez, ahol észreveszi, hogy a család meghívta az édesanyját is vacsorára. Heidi nem örül annak, hogy a Murphyk Evannak akarják adni a Connor felsőoktatására félretett pénzt. Otthon Heidi és Evan veszekednek, aminek a végén Evan azt mondja, úgy érzi szeretve érzi magát a Murphyéknél, mivel az anyja sosincs otthon. Közben Alana elkezd ellentmondásokat találni az emailekben. Evan megkéri Jaredet, hogy segítsen, de a fiú nem hajlandó segíteni, és meg is fenyegeti, hogy elmondja mindenkinek az igazat. Heidi, Alana és Jared elkezd hatni a lelkiismeretére, és elkezdi megkérdőjelezni a döntéseit. ("Good for You")
Végül Evan úgy dönt, hogy el kell mondania az igazat, miközben a képzeletbeli Connor megpróbálja lebeszélni róla, mert ha elmondja az igazat, újra egyedül marad. ("For Forever (Reprise)") Evan bocsánatot kér Alanatól, de a lány már nem hisz a meséiben. Evan, hogy bizonyítsa igazát, megmutatja Connor levelét. Alana rájön, hogy a levél kulcsfontosságú lehet a projekthez, így feltölti az oldalra. Ennek az lesz a következménye, hogy az emberek azt hiszik, Connor halála a szülei hibája volt. ("You Will Be Found (Reprise)")
A Murphyk azon veszekednek, kinek a hibája volt Connor halála, amikor Evan belép a szobába. A fiú végül bevallja az igazat, és bár bevallja, hogy őszintén kedvelte a családot, ők elfordulnak tőle, és Evan egyedül marad. ("Words Fail")
Heidi is meglátja az online levelet, és ő rájön, hogy ezt nem Connor írta, hanem Evan. Bocsánatot kér a fiától, amiért nem vette észre, mennyi mindenen megy keresztül, Evan pedig bevallja, hogy amikor eltörte a karját, nem véletlenül esett le a fáról. Heidi felidézi a napot, amikor Evan apja elköltözött, és megígéri a fiának, hogy ő mindig mindig mellette lesz. ("So Big / So Small")
Egy év múlva, Evan még mindig otthon él, és dolgozik, hogy elég pénzt gyűjtsön össze az egyetemre. Megkéri Zoet, akivel nem találkozott egy éve, hogy vegyék fel újra a kapcsolatot. Zoe ragaszkodik hozzá, hogy abban a gyümölcsöskertben találkozzanak, amit Connor emlékére nyitottak újra. Evan bocsánatot kér a sok fájdalomért, amit okozott, és megköszöni, hogy ő és a családja megtartották a titkát. Zoe megbocsát neki, és elmondja neki. hogy az események igazából közelebb hozták a családot. Mielőtt Zoe elment volna, Evan megkérdezte, miért itt akart vele találkozni, és ő azt felelte, hogy biztos akart lenni benne, hogy Evan legalább egyszer látja a helyet. 
Evan mentálisan ír egy utolsó levelet magának, amiben végre elfogadja magát. ("Finale")

## Karakterek
- Evan Hansen: Végzős középiskolás, aki szociális szorongásban szenved. A terapeutája azt a feladatot adta neki, hogy minden nap írjon egy levelet magához, amiben leírja miért lesz jó az a nap.
- Heidi Hansen: Evan anyukája, nővér, és esti iskolába jár, így sokszor egyedül hagyja fiát.
- Zoe Murphy: Connor húga, aki régóta tetszik Evannek. Soha nem állt közel Connorhoz, de azt kívánja bárcsak jobban ismerte volna őt.
- Cynthia Murphy: Connor és Zoe édesanyja, aki folyton próbálja a széteső családot egyben tartani.
- Larry Murphy: Connor és Zoe elfoglalt és sokszor távolságtartó édesapja.
- Connor Murphy: Végzős középiskolás, aki Evanhez hasonlóan nem nagyon vannak barátai. Sokszor sajnos a drogokhoz fordul segítségként.
- Alana Beck: Evan túlbuzgó osztálytársa.
- Jared Kleinman: Evan egyetlen családi barátja.

## Szereposztás
| Szereplő       | Broadway                | Amerikai turné   | West End             |
| -------------- | ----------------------- | ---------------- | -------------------- |
| Evan Hansen    | Ben Platt               | Ben Levi Ross    | Sam Tutty            |
| Heidi Hansen   | Rachel Bay Jones        | Jessica Phillips | Rebecca McKinnis     |
| Zoe Murphy     | Lora Dreyfuss           | Maggie McKenna   | Lucy Anderson        |
| Cynthia Murphy | Jennifer Laura Thompson | Christiane Noll  | Lauren Ward          |
| Larry Murphy   | Michael Park            | Aaron Lazar      | Lupert Young         |
| Connor Murphy  | Mike Faist              | Marrick Smith    | Dough Colling        |
| Alana Beck     | Kristolyn Lloyd         | Phoebe Koyabe    | Micole Raquel Dennis |
| Jared Kleinman | Will Roland             | Jared Goldsmith  | Jack Loxton          |

### Fontosabb Broadway szerep változások
- Evan Hansen: Noah Galvin, Taylor Trensch, Andrew Barthfedman, Jordan Fisher
- Zoe Murphy: Mallory Bechtel
- Heidi Hansen: Lisa Brescia, Jessica Phillips
- Connor Murphy: Alex Boniello

### Fogadtatása
A Dear Evan Hansen egy mélyen személyes és aktuális musical az életről, és ahogyan azt éljük. Egy levél, amit nem kellett volna megnézni, egy hazugság, amit nem kellett volna mondani, egy élet, amiről soha nem álmodott. Evan Hansen végre megkaphatja azt, amit mindig is akart: egy lehetőséget, hogy beilleszkedhessen.[forrás?]

## Zeneszámok
| - Anybody Have a Map? - Heidi, Cynthia - Waving Through a Window - Evan - Waving Through a Window (Reprise 1) - Evan - Waving Through a Window (Reprise 2) - Alana - For Forever - Evan - Sincerely. Me - Connor, Evan, Jared - Requiem - Zoe, Cynthia, Larry - If I Could Tell Her - Evan, Zoe - Disappear - Connor, Evan, Alana, Jared, Larry, Cynthia, Zoe - You Will Be Found - Evan, Alana, Jared, Zoe és a többiek | - Sincerely, Me (Reprise) - Connor, Jared - To Break In a Glove - Larry, Evan - Only Us - Zoe, Evan - Good for You - Heidi, Alana, Jared, Evan - For Forever (Reprise) - Connor - You Will Be Found (Reprise) - Alana, Jared - Words Fail - Evan - So Big / So Small - Heidi - Final - Evan és a többiek |

## Adaptációk

### Könyv
2018. október 9-én jelent meg a musical regényadaptációja, amit Val Emmich írt együttműködve az eredeti írókkal. A könyv tartalmaz a musical cselekményei mellett új elemek, mint például Miguel karaktere. 

### Hangoskönyv
A hangoskönyv változatot Ben Levi Ross, Mike Faist és Mallory Bechtel narrálták. 

### Film
Elkezdődtek a munkálatok egy filmadaptációhoz, melyet Stephen Chbosky fog rendezni, és Marc Platt a co-producere, akinek fia, Ben Platt, vissza fog térni a szerepére.

## Fordítás
- Ez a szócikk részben vagy egészben  a   Dear Evan Hansen című angol Wikipédia-szócikk ezen változatának fordításán alapul.  Az eredeti cikk szerkesztőit annak laptörténete sorolja fel. Ez a jelzés csupán a megfogalmazás eredetét és a szerzői jogokat jelzi, nem szolgál a cikkben szereplő információk forrásmegjelöléseként.